# II. třída okresu Rychnov nad Kněžnou 1982/1983
V soubojích fotbalové II. třídy okresu Rychnov nad Kněžnou 1982/1983, jedné ze skupin 8. nejvyšší fotbalové soutěže, se utkalo 14 týmů dvoukolovým systémem podzim – jaro. Tento ročník skončil v červnu 1983.

## Výsledná tabulka
| Poř. | Tým                                | Z  | V  | R  | P  | VG | OG | B  |
| ---- | ---------------------------------- | -- | -- | -- | -- | -- | -- | -- |
| 1.   | TJ Častolovice                     | 25 | 15 | 11 | 0  | 65 | 22 | 41 |
| 2.   | TJ Spartak Opočno                  | 26 | 18 | 5  | 3  | 55 | 27 | 41 |
| 3.   | TJ Sokol Žďár nad Orlicí           | 26 | 18 | 3  | 5  | 63 | 25 | 39 |
| 4.   | TJ Velešov Doudleby nad Orlicí     | 26 | 14 | 5  | 7  | 54 | 37 | 39 |
| 5.   | TJ Sokol Kostelecká Lhota          | 25 | 12 | 3  | 11 | 41 | 36 | 27 |
| 6.   | TJ Sokol Lípa nad Orlicí           | 26 | 10 | 6  | 10 | 41 | 40 | 26 |
| 7.   | TJ Týniště nad Orlicí „B“          | 26 | 11 | 3  | 12 | 48 | 50 | 25 |
| 8.   | TJ Spartak Rychnov nad Kněžnou „B“ | 26 | 8  | 7  | 11 | 30 | 47 | 23 |
| 9.   | TJ Čermná nad Orlicí               | 26 | 8  | 6  | 12 | 44 | 58 | 22 |
| 10.  | TJ Dobruška                        | 26 | 7  | 6  | 13 | 31 | 46 | 20 |
| 11.  | TJ České Meziříčí                  | 26 | 9  | 1  | 16 | 32 | 53 | 19 |
| 12.  | TJ Sokol Prorubky                  | 26 | 5  | 7  | 14 | 32 | 45 | 17 |
| 13.  | TJ Baník Vamberk „B“               | 26 | 5  | 7  | 14 | 27 | 49 | 17 |
| 14.  | TJ Sokol Javornice                 | 26 | 5  | 3  | 18 | 43 | 67 | 13 |

Poznámky:
- Z = Odehrané zápasy; V = Vítězství; R = Remízy; P = Prohry; VG = Vstřelené góly; OG = Obdržené góly; B = Body

|  | Postup do I. B třídy Východočeského kraje 1983/1984       |
|  | Sestup do III. třídy okresu Rychnov nad Kněžnou 1983/1984 |